# The Fable of the Toilsome Ascent and the Shining Table Lamp
The Fable of the Toilsome Ascent and the Shining Table Lamp è un cortometraggio muto del 1917 diretto da Charles J. McGuirk che firma anche la sceneggiatura tratta da una storia dello scrittore George Ade.

## Produzione
Il film fu prodotto dalla Essanay Film Manufacturing Company.

## Distribuzione
Distribuito dall'Essanay Film Manufacturing Company, il film - un cortometraggio in due bobine - uscì nelle sale cinematografiche USA il 24 novembre 1917.